# Кабелен трамвай в Сан Франциско
Въженият трамвай е сред видовете обществен транспорт, запазен единствено в Сан Франциско като част от забележителностите на града.
Системата на въжения трамвай е включена в националния регистър на паметниците на историята на САЩ (National Register of Historic Places). Понастоящем системата на въжения трамвай превозва основно туристи.
Системата на въжения трамвай се експлоатира от градската организация МЮНИ, която експлоатира всички видове обществен транспорт на Сан Франциско, с изключение на крайградското метро БАРТ. Заплащането във въжения трамвай се различава от това за другите видове транспорт в града (електрически трамвай, автобус, тролейбус): еднократните билети за града са валидни във въжения трамвай само след допълнително заплащане.

## История

### Възникване на системата
Първата успешно работеща въжена улична железопътна линия е открита в Сан Франциско през 1873 г. и се наричала Clay Street Hill Railroad. Учредител е Ендрю Смит Хелидай (Andrew Smith Hallidie), а главен инженер – Уилям Епелшеймер (William Eppelsheimer). По линията се използвали вагони, които се зацепвали към трасето със специален механизъм.
Превозът на пътници по линията започва на 1 септември 1873 г.
Въженият трамвай се оказва успешно начинание и много други предприемачи започват да строят трамвайни линии и вагони от този тип в Сан Франциско и в други градове. Благодарение на заплащането за патента Ендрю Хелидай става богат.

### Развитие на системата
В края на XIX век линии на въжения трамвай се строят и експлоатират от многобройни частни компании-оператори.
Изградената след Clay Street Hill Railroad система на въжения трамвай в Сан Франциско се нарича Sutter Street Railway и заменя конния трамвай през 1877 г.
През 1878 г. Лиланд Стендфорд (Leland Stanford) открива своята въжена мрежа Cal Cable. Първата линия на тази мрежа минава по ул. „Калифорния“, запазена е до наши дни и е най-старата действаща линия на въжен трамвай.
През 1880 г. започват да работи операторът Geary Street, Park and Ocean Railway, а две години по-късно и компанията Presidio & Ferries Railway. Този оператор бил първият, по маршрутите на който имало завои и обръщала.
През 1883 г. компанията Market Street Cable Railway открива първата си линия и постепенно се разраства. На върха на развитието си компанията управлява пет линии, които се сливали на ул. „Маркет“ и водели към обща крайна спирка до зданието на паровия терминал. По време на часовете-пик, трамваите заминавали от крайната спирка на всеки 15 секунди.

### Залез на въжения трамвай
Електрическите трамваи се появяват по улиците на Сан Франциско през 1892 г. Става ясно, че изграждането на една линия на въжен трамвай е два пъти по-скъпо от изграждането на линия на електрически трамвай, а експлоатационните разходи са шест пъти по-големи. Затова линиите на въжения трамвай били повсеместно преоборудвани за електрически трамваи.
Решаваща роля за съдбата на въжените трамваи изиграва земетресението, станало в 5:12 в сутринта на 18 април 1906 г. (вижте Земетресение в Сан Франциско през 1906 година) Земетресението, съпроводено с пожари, разрушава моторната станция на въжения трамвай, депото, както и линиите по улици Калифорния & Пауъл. Унищожени са 117 вагони на въжения трамвай. При възстановяването на града много линии минават от въжена тяга към електричество.
През 1944 г. в Сан Франциско има едва пет линии на въжения трамвай. Две от тях на компанията Powel Lines, а другите три – на Cal Cable.

## В наши дни
Понастоящем мрежата маршрути на въжения трамвай в Сан Франциско се състои от три линии:
- Линия Пауъл-Хайд;
- Линия Пауъл-Мейсън;
- Линия ул. Калифорния

Системата на въжения трамвай се ползва основно от туристите, защото маршрутите ѝ са дублирани от тези на автобуси и тролейбуси.